# PCBoard
 (mars 2013).
Si vous disposez d'ouvrages ou d'articles de référence ou si vous connaissez des sites web de qualité traitant du thème abordé ici, merci de compléter l'article en donnant les références utiles à sa vérifiabilité et en les liant à la section « Notes et références ».
 (mars 2013).
PCBoard était un logiciel de gestion de BBS, installable sur un serveur informatique fonctionnant sous système d'exploitation MS-DOS ou OS/2. Il a été créé en 1983 par l'entreprise Clark Development.
Clark Development a développé le format de fichier FILE ID.DIZ de même qu'un puissant langage de script appelé PPL qui supportaient les modifications dites PPE (PCBoard Programming Executable).
La dernière version finale de PCBoard par Clark Development était la 15.3 en septembre 1996.
La dernière sortie était la 15.4Beta, qui a eu une période d'essai de un mois. Plus tard, un des ingénieurs de la compagnie révéla des informations pour pouvoir utiliser le logiciel après la période d'essai. La compagnie fit faillite en 1997